# Кызылярово (Зианчуринский район)
Кызылярово (баш. Ҡыҙылъяр) — деревня в Зианчуринском районе Республики Башкортостан Российской Федерации. Входит в состав Яныбаевского сельсовета.

## География

### Географическое положение
Расстояние до:
- районного центра (Исянгулово): 117 км,
- ближайшей ж/д станции (Кувандык): 24 км.

## Население
| 1939 | 1959 | 1970 | 1979 | 1989 | 2002 | 2009 |
| ---- | ---- | ---- | ---- | ---- | ---- | ---- |
| 87   | ↗135 | ↘132 | ↘96  | ↗107 | ↗114 | ↘110 |
| 2010 |      |      |      |      |      |      |
| ↘98  |      |      |      |      |      |      |